# Đulovac
Đulovac (1991-ig Miokovićevo, németül: Wercke, régen magyarul Gjulovesnek hívták) falu és község Horvátországban Belovár-Bilogora megyében.

## Fekvése
Belovártól légvonalban 52, közúton 63 km-re délkeletre, Daruvár központjától légvonalban 17, közúton 21 km-re északkeletre, Nyugat-Szlavóniában, a Papuk-hegység nyugati lejtőin fekszik. A község területe a Papuk-hegységen kívül kiterjed a Bilo-hegység déli lejtőire is. Fő folyója az Ilova, melynek több mellékvize és számos forrása van ezen a területen. Határának legnagyobb részét erdő borítja, a leggyakoribb fafajták a bükk, a tölgy, a gyertyán, az akác és a juhar.

## A község települései
A községhez Bastajski Brđani (lakatlan), Batinjani, Batinjska Rijeka, Borova Kosa, Dobrakutya, Donja Vrijeska, Donje Cjepidlake, Đulovac, Gornja Vrijeska, Gornje Cjepidlake, Katinac, Koreničani, Kravljak, Mala Babina Gora, Mala Klisa, Mali Bastaji, Mali Miletinac, Maslenjača, Nova Krivaja, Potočani, Puklica, Removac, Stara Krivaja (lakatlan), Škodinovac, Velika Babina Gora, Velika Klisa (lakatlan), Veliki Bastaji, Veliki Miletinac és Vukovije települések tartoznak.

## Története
A régészeti leletek tanúsága szerint területe már a kőkorszakban is lakott volt. Stara Krivaja határában az i. e. 6. évezredben virágzott Starčevo-kultúra leletei kerültek elő. A korai kereszténységre utaló 4. századi leletek kerültek elő 1842-ben Veliki Bastaji Crijepci nevű határrészén. Egy amatőr ásatás során két márvány szarkofág és három latin feliratos kőtábla került elő hexameterekbe szedett szöveggel. Az egyik díszes márvány szarkofág ma a zágrábi régészeti múzeumban található, az egyik tábla pedig a darurávi Jankovich-kastély falába van befalazva. A szlávok a 7. század elején telepedtek meg ezen a vidéken, akik a 10. századra már áttértek a kereszténységre. A középkorban ez a terület csak gyéren lakott volt. Dobra Kuća határában a Toplica-patak feletti 300 méteres erdős magaslaton állt Dobra Kuća vára, melyet már 1335-ben említenek királyi várként a Kurjaković család igazgatása alatt. A vár közelében Donja Vrijeskán a 15. században a pálosok kolostora állt. Veliki Bastaji felett a ma Stupčanicának nevezett helyen állt a középkorban Szaplonca vára, mely a 13. században a Tibold nemzetség birtoka volt. A 14. század első felében Károly Róbert király elvette a Tibold nembeli Mihály fia Páltól. 1408 körül királyi birtok, majd Zsigmond király 1428-ban feleségének, Cillei Borbálának ajándékozta. Még ebben az évben a vár tulajdonosa Garai Miklós horvát bán lett és ettől kezdve a Garaiak birtoka volt. 1481-ben a család Garai Jóbbal kihalt, ezután a királyi adományként az alsólendvai Bánffyak szerezték meg, akik aztán a török hódításig vár urai maradtak. Valószínűleg ugyancsak középkori vár állt Velika Klisa és Levinovac között az 500 méteres Budim nevű magaslaton, melynek sorsa azonban ismeretlen. A törökök 1542-ben foglalták el a térség várait. A lakosság nagyrészt elmenekült, részben fogságba esett. A török uralom idején pravoszláv vallású, állattartó vlachok telepedtek meg itt.
A térség a 17. század végén szabadult fel a török uralom alól. A kihalt területre a parlagon heverő földek megművelése és a határvédelem céljából a 18. század első felében Bosznia területéről telepítettek be új, szerb anyanyelvű lakosságot. Az itteni birtokokat 1760-tól vásárolta meg gróf daruvári Jankovich Antal Pozsgega vármegye alispánja, később főispánja és János nevű testvére. Az új birtokos család a már meglevő szerbek mellé németeket, cseheket és magyarokat telepített be. Maga Đulovac település csak a 19. században jött létre. 1852-ben „Gjulaves”, a második katonai felmérés térképén „Juljowes” néven találjuk. Ekkor főként német és magyar kézműves családok lakták. A harmadik katonai felmérés térképén „Gjuljoves” néven szerepel. Nevét a hagyomány szerint birtokosáról Jankovich Gyula grófról kapta, aki bőkezű mecénása volt a horvát kultúrának és az illír mozgalomnak. 
Fejlődését elősegítette a Barcs – Daruvár vasútvonal 1885-ös megépítése. Néhány évvel később fűrészüzem létesült a településen. A környező erdőkből nagy mennyiségben termelték ki és szállították a fát. A Magyar Királyságon belül Horvát–Szlavónország részeként, Pozsega vármegye Daruvári járásának része volt. 1869-ben 202, 1910-ben 717 lakosa volt. 1910-ben a népszámlálás adatai szerint lakosságának 55%-a német, 21%-a magyar, 18%-a horvát, 4%-a szerb anyanyelvű volt. Az I. világháború után 1918-ban az új szerb-horvát-szlovén állam, majd később (1929-ben) Jugoszlávia része lett. 1941 és 1945 között a németbarát Független Horvát Államhoz, háború után a település a szocialista Jugoszláviához tartozott. A település 1991-től a független Horvátország része. Ebben az évben lett önálló község is, azelőtt Daruvárhoz tartozott. 1991-ben lakosságának 44%-a horvát, 40%-a szerb nemzetiségű volt. A délszláv háború idején elfoglalták a szerb erők. A katolikus templomot lerombolták, tíz polgári személyt kivégeztek. 1991. december 12-én kezdődött a 127. verőcei dandár felszabadító hadművelete Slavonska Pivnica, illetve Jasenaš irányából. Még aznap felszabadították a Budim magaslatot, valamint Kornaš, Stara Krivaja és Velika Klisa településeket. December 15-én felszabadult Donje és Gornje Cjepidlake, Đulovac és Nova Krivaja, majd Katinac falunál egyesültek a két irányból támadó horvát erők továbbnyomulva Daruvár és Grobosinc irányába. A szerb lakosság nagyrészt elmenekült. A következő évben a hatóságok engedélyével a koszovói Letnicáról és Janjevóról érkezett horvátok telepedtek itt le. 2011-ben a településnek 957, a községnek összesen 3.245 lakosa volt.

## Lakossága
| Lakosság változása | Lakosság változása | Lakosság változása | Lakosság változása | Lakosság változása | Lakosság változása | Lakosság változása | Lakosság változása | Lakosság változása | Lakosság változása | Lakosság változása | Lakosság változása | Lakosság változása | Lakosság változása | Lakosság változása | Lakosság változása |
| ------------------ | ------------------ | ------------------ | ------------------ | ------------------ | ------------------ | ------------------ | ------------------ | ------------------ | ------------------ | ------------------ | ------------------ | ------------------ | ------------------ | ------------------ | ------------------ |
| 1857               | 1869               | 1880               | 1890               | 1900               | 1910               | 1921               | 1931               | 1948               | 1953               | 1961               | 1971               | 1981               | 1991               | 2001               | 2011               |
| 0                  | 202                | 307                | 713                | 700                | 717                | 741                | 916                | 491                | 564                | 755                | 774                | 756                | 646                | 915                | 957                |

## Nevezetességei
- A Szentlélek tiszteletére szentelt római katolikus plébániatemploma 1897-ben épült. A II. világháború idején az usztasák és a partizános közötti harcokban súlyosan megrongálódott. A délszláv háborúban ismét súlyosan megsérült, de mára felújították.

- Szent Lázár fejedelem tiszteletére szentelt szerb pravoszláv harangtornya a település közepén áll. A 19. század elején építették, de mára nagyon leromlott az állapota.

## Gazdaság
A helyi gazdaság alapját a mezőgazdaság és a faipar képezi. A legjelentősebb cég a Badel-1862 szőlészet, mely 150 hektár területen gazdálkodik. Fő termesztett szőlőfajtái a rizling, a rajnai rizling és a chardonnay. Jelentős a fakitermelés is, mely annak köszönhető, hogy a község területének legnagyobb részét a Bilo és a Papuk-hegység erdei képezik. A délszláv háború után esett vissza a termelés a GAJ Slatina bútorgyárban, ahol egykor 300 munkás is dolgozott, de a háborút követően már csak alig 100 dolgozót foglalkoztat. A település határában működött kőbánya is ebben az időszakban zárt be. Az utóbbi időben a családi gazdaságok és néhány magánvállalkozás fejlődött. 

## Kultúra
A község kulturális és művészeti egyesületét KUD "Đulovac" néven 2015. január 23-án alapították.

## Oktatás
Đulovac első iskolája 1892-ben kezdte meg működését. Az épület a II. világháborúban leégett. Az iskola mai épületét 1948-ban emelték, majd 1962-ben bővítették. A délszláv háború után ismét fel kellett újítani és újból bővítették. Ekkor építették a tornacsarnokot. 
Az iskolának nyolcosztályos területi iskolája működik Veliki Bastaji településen és négyosztályos alsó tagozata működik Donja Vrijeskán. 